# PUSH!
『PUSH!』（プッシュ）は、1997年10月から1998年3月30日まで朝日放送テレビ（ABCテレビ）で放送されていたバラエティ番組である。放送時間は毎週月曜 24:35 - 25:30 （火曜 0:35 - 1:30）。

## レギュラー
当時心斎橋筋2丁目劇場で活動していた吉本興業のお笑い芸人たちが出演していた。
- 千原兄弟
- ジャリズム
- 中川家
- 海原やすよ・ともこ

## 主なコーナー
ドラマ 人・格・迷・宮
出演者：千原兄弟、中川家、海原やすよ・ともこ
とある病院を舞台に展開される、お笑いシーンほとんど無しのサスペンスドラマ。
学園しぐれ
上記「人・格・迷・宮」の後枠。80年の歴史ある名門校・しぐれ学園を廃校の危機から救うべく、新任教師と5人の生徒たちが毎回様々な部活動をアピールしていくが、結局は廃部に追い込まれてしまうというオチがついていた。
- コーナー主題歌:smooth「Wake Up Snow Boy」(作詞：西東レモン、作編曲：小野寺明敏、発売:日本コロムビア)

■登場人物
- 太田薫：千原浩史

3年4組生徒。筋肉ムキムキでトレーニングに余念がないが、テレビの話題やボケ発言も多い。
- 権藤勝：千原せいじ

3年1組生徒。かつてはバスケ部のポイントゲッターとして名を馳せたが、学園に7年も留年しているツッパリ風の25歳。飲み過ぎると小便が止まらないという悪癖がある。
- 尾道和夫：中川礼二

3年1組生徒。ラテン風の衣装と相撲の回しを着ている。
- 山本一郎：中川剛

2年3組生徒。化学部からスカウトされた学園一の頭脳派。
- 河合つかさ：海原やすよ

1年2組生徒。他の生徒が天王寺谷のスカウトによる参加なのに対し、本人の意思と関係なく部活動に参加させられた生徒。物語内ではコギャルと呼ばれていたが、外見はコギャルぽくない。
- 天王寺谷明美：海原ともこ

新任の熱血女教師。校長の依頼で都会の高校に生徒を奪われ廃校寸前の危機にある、しぐれ学園をクラブ活動で盛り上げ、かつてのように生徒がたくさん集まる学園に戻そうと奮走する。
■放送リスト
| 放送日        | 話数   | クラブ             | 備考 |
| ------------- | ------ | ------------------ | --- |
| 1998年 1月5日 | 第1話  | バスケットボール部 | キャプテンには勝が就任し、本格始動寸前という時に先述の勝の悪癖による不祥事が原因で廃部となってしまう。 |
| 1月12日       | 第2話  | バスケットボール部 | キャプテンには勝が就任し、本格始動寸前という時に先述の勝の悪癖による不祥事が原因で廃部となってしまう。 |
| 1月19日       | 第3話  | 空手部             | 「空手に必要なのは忍耐」という天王寺谷の思いつきで、メンバーの忍耐力を試すゲーム(お題に添った指令を投票で決めた1人が受けるというもの)が行ったが、あまりに酷な試練の数々にメンバーも音を上げ廃部に。 |
| 1月26日       | 第4話  | ラグビー部         | |
| 2月2日        | 第5話  | 放送部             | まず社会見学として長堀YESFMのスタジオを見学、DJのHIRO-Tからノウハウを学びメンバー各自ラジオ番組に挑戦したが、「放送禁止用語には無限の可能性がある」という天王寺谷のむちゃくちゃな発案で、放送禁止のマネキンとメンバーの放送禁止用語の絶叫のダブルパンチで廃部が決定。 |
| 2月9日        | 第6話  | イメージクラブ     | 和夫が行ってたイメクラの名刺を見た天王寺谷の発案で創設。イメージ特訓や即興芝居で、イメージを広げていくというものだが、メンバーの反応は無感触で、しかも全て天王寺谷の夢の中のイメージというオチだった。 |
| 2月16日       | 第7話  | 和食倶楽部         | 「日本人なら和食を大切にしろ」という勝の発案で創設。その内容は和食メニューばかりの食事でフリートークするというものだが、倶楽部の掟として会話中に英語を言うのは禁止であり、言ってしまうとその人がハンマーによる制裁を受けるというルールがあった。一か月後、しぐれメンバーの会話からは英語が消え、横文字が氾濫する現代社会の会話の不便さを思い知らされ、和食倶楽部は廃部。 |
| 2月23日       | 第8話  | 異種格闘技部       | トレーニングのため道場に通っている薫の発案で創設。そこの師範代・角田信朗とメンチ切り・ミット受け・制限時間バトルの3本勝負を行い、1本でも部員側が勝利すると角田が部のコーチに就任、全敗すると廃部となる。しかし、部員側は全くいい所見せぬまま惨敗。あまりに不甲斐無い結果に罰ゲームとして部員はアンディ・フグのかかと落としを受けるはめになった。                         |
| 3月2日        | 第9話  | 運部               | |
| 3月9日        | 第10話 | 感動部             | |
| 3月16日       | 第11話 | 両替部             | 焼肉屋のお勘定での天王寺谷のセコさが発端で立ち上げた。天王寺谷、勝、和夫と薫、一郎、つかさのチーム対抗で互いに5000円札を細かく両替していき、1円玉が多い方が勝ちとなる。が、単なるゲーム対決に終始しており、学園復活とはほど遠い内容だったせいか、結局廃部。 |
| 3月23日       | 第12話 | 敬老部             | 学園存続を賭けて立ち上げた最後のクラブ。発案者は一郎。老人ホームを慰問したしぐれ部員が老人たちを喜ばせるのが目的。前半はネタのウケが悪く険悪なムードになったが、つかさの起死回生のダジャレが大ウケしてからは、盛り上がりを見せ敬老部は大成功。しぐれ学園はかつてのように生徒が集まる学校に戻り、「学園しぐれ」のコーナーは終了した。                                     |

ジャリズムタウン
出演者：ジャリズム、小林友治、遠藤敬、高橋茂雄、陣内智則、ストリーク、田村憲司、ミシマフジイ、松村博司、ザコシショウ
車のセールスマンである山下しげのりが、派遣先のジャリズムタウンに住んでいる不思議な住人（西園寺あやめ、野々々々村健介山、あかね勝平など）と繰り広げるドタバタコメディ。毎回ラストに「ジャリズムタウン人物図鑑」があった。
きょうだいのたちばなし
実の兄弟である中川家と、実の姉妹である海原やすよ・ともこによるフリートークコーナー。
ちはらのこたえ
千原兄弟があらかじめ用意されたテーマに沿ってトークをしていくが、いつも途中で脱線してしまう。
GUEST LIVE
心斎橋筋2丁目劇場芸人によるネタコーナー。『すんげー!Best10』時代にはユニットコントのツッコミに徹していた陣内智則が初めてテレビでピン芸を披露し、ブレイクのきっかけになった。
ENDINGお楽しみコーナー・EN楽
千原靖史（千原せいじ）から出されるお題を基に、レギュラーメンバーが大喜利形式でネタを披露。このコーナーではいつも山下が標的にされていた。また、千原浩史（千原ジュニア）と中川礼二が「デブ」「アスパラ」と罵りあうのが恒例だった。

## ネット局
- 朝日放送 - 制作局
- スカイ・A - 『ABCアワー』枠で放送されていた。

## スタッフ
- 構成：かわら長介、松本真一、ハスミマサオ
- ナレーション：長嶋賢一朗（ABC）
- 技術：ウエルカム
- ディレクター：本田幹雄（ABC）、斉藤克、志岐誠
- プロデューサー：山村啓介（ABC）、吉田武司・新田敦生（吉本興業）
- 制作協力：アイ・ティ・エス、NAVI
- 制作著作：ABC、吉本興業